# Saint-Quentin-de-Blavou
Saint-Quentin-de-Blavou is een gemeente in het Franse departement Orne (regio Normandië) en telt 73 inwoners (2009). De plaats maakt deel uit van het arrondissement Alençon.

## Geografie
De oppervlakte van Saint-Quentin-de-Blavou bedraagt 6,7 km², de bevolkingsdichtheid is dus 10,9 inwoners per km².
De onderstaande kaart toont de ligging van Saint-Quentin-de-Blavou met de belangrijkste infrastructuur en aangrenzende gemeenten.

## Demografie
Onderstaande figuur toont het verloop van het inwonertal (bron: INSEE-tellingen).